# Epidius longipalpis
Epidius longipalpis là một loài nhện trong họ Thomisidae.
Loài này thuộc chi Epidius. Epidius longipalpis được Tord Tamerlan Teodor Thorell miêu tả năm 1877.